# Прапор Івано-Франкового
Прапор Івано-Франкова — квадратне синє полотнище, на якому зображено герб селища у картуші та з міською короною.
Проект був розроблений селищною радою та затверджений на засіданні 17 сесії 3-ого скликання 27 лютого 2001 року.